# Теньгушево
Теньгу́шево (рос. Теньгушево, ерз. Теньгжвеле) — село, центр Теньгушевського району Мордовії, Росія. Адміністративний центр Теньгушевського сільського поселення.
Населення — 4230 осіб (2010; 4103 у 2002).
Національний склад (станом на 2002 рік):
- росіяни — 87 %